# Omari Spellman
Omari Rasulala Spellman (Cleveland, 21 luglio 1997) è un cestista statunitense naturalizzato libanese.

## Carriera
È stato selezionato dagli Atlanta Hawks al primo giro del Draft NBA 2018 (30ª scelta assoluta).

## Statistiche

### College
| Anno       | Squadra            | PG | PT | MP   | TC%  | 3P%  | TL%  | RP  | AP  | PRP | SP  | PP   |
| ---------- | ------------------ | -- | -- | ---- | ---- | ---- | ---- | --- | --- | --- | --- | ---- |
| 2017-2018† | Villanova Wildcats | 40 | 39 | 28,1 | 47,6 | 43,3 | 70,0 | 8,0 | 0,8 | 0,7 | 1,5 | 10,9 |
| Carriera   | Carriera           | 40 | 39 | 28,1 | 47,6 | 43,3 | 70,0 | 8,0 | 0,8 | 0,7 | 1,5 | 10,9 |

### NBA

#### Regular Season
| Anno      | Squadra       | PG | PT | MP   | TC%  | 3P%  | TL%  | RP  | AP  | PRP | SP  | PP  |
| --------- | ------------- | -- | -- | ---- | ---- | ---- | ---- | --- | --- | --- | --- | --- |
| 2018-2019 | Atlanta Hawks | 46 | 11 | 17,5 | 40,2 | 34,4 | 71,1 | 4,2 | 1,0 | 0,6 | 0,5 | 5,9 |
| 2019-2020 | G.S. Warriors | 49 | 3  | 18,1 | 43,1 | 39,1 | 79,3 | 4,5 | 1,0 | 0,7 | 0,5 | 7,6 |
| Carriera  | Carriera      | 95 | 14 | 17,8 | 41,7 | 36,6 | 76,6 | 4,3 | 1,0 | 0,6 | 0,5 | 6,8 |

## Palmarès
- Campionato NCAA: 1

Villanova University: 2018